# Ehang UAV
Ehang UAV là một loạt các thiết bị bay không người lái được phát triển bởi công ty Trung Quốc Beijing Yi-Hang Creation Science & Technology Co., Ltd. (Ehang, 北京亿航创世科技有限公司) được dùng ở Trung Quốc cho dịch vụ điện ảnh trên không, nhiếp ảnh, và nhiệm vụ khảo sát.
Trong tháng 1 năm 2016, Ehang công bố các thiết bị bay không người lái mới có khả năng chuyên chở hành khách tự trị. Công ty này công bố kế hoạch với Cơ quan Đường sá & Giao thông vận tải của Dubai vào năm 2017 sẽ khởi động một dịch vụ taxi máy bay bắt đầu vào mùa hè năm 2017. Công ty Ehang cũng làm việc trong một dự án với Viện về hệ thống tự trị của Nevada cho một chiếc taxi bay không người lái có thể vận chuyển một hành khách duy nhất lâu đến 23 phút với thiết bị bay không người lái EHang 184.

## Ghost

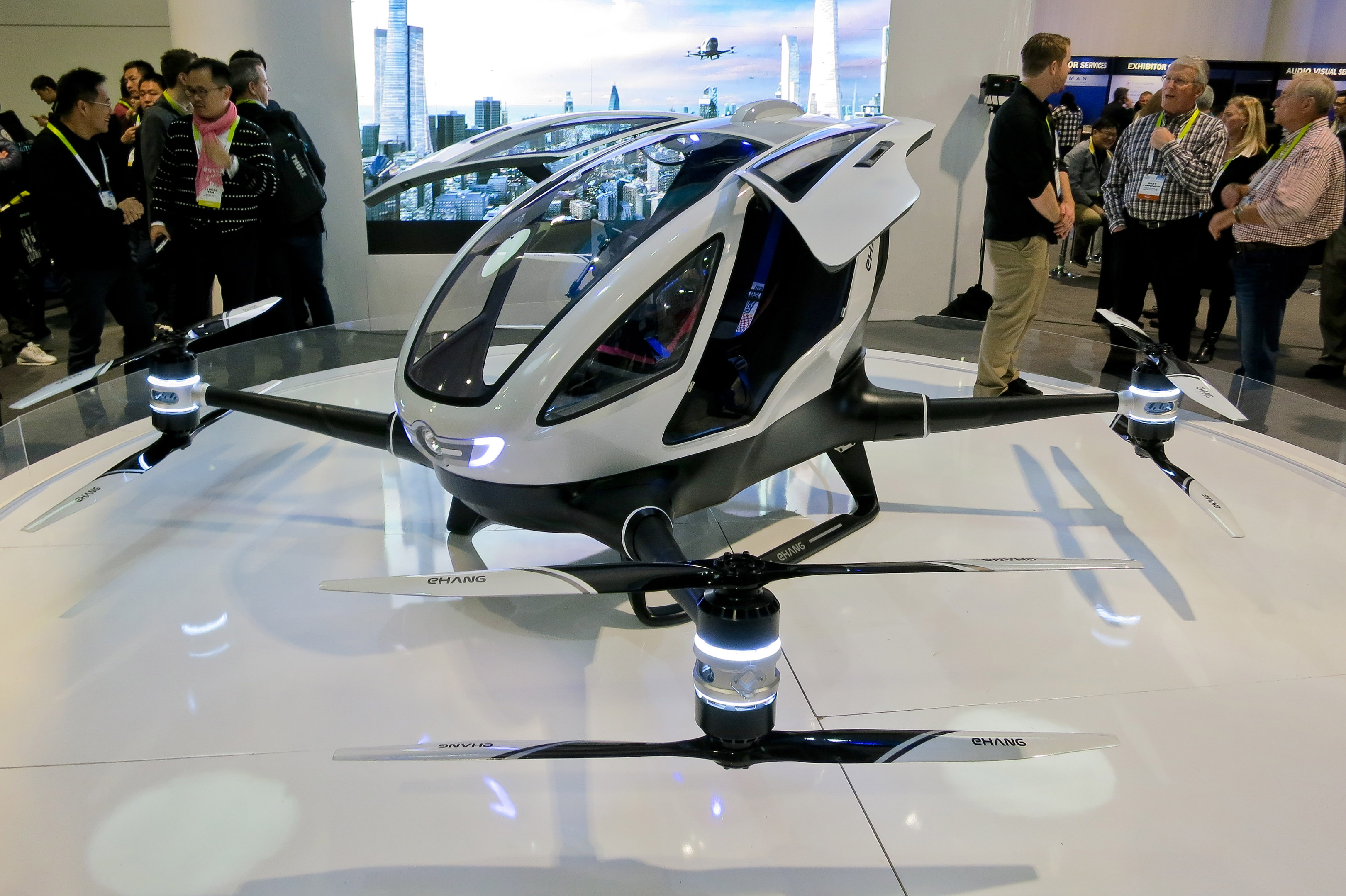
Ehang 184

Ghost là một trực thăng 4 cánh quạt phát triển bởi Ehang có 2 càng đáp. Tuy nhiên, Ghost có tính năng khác thường: các cánh quạt được gắn bên dưới cánh, thay vì được gắn trên đầu cánh như hầu hết trực thăng nhiều cánh quạt khác. 
Ghost chủ yếu dành cho các nhiệm vụ chụp ảnh trên không, và nó được điều khiển bởi một điện thoại thông minh.
Thông số kỹ thuật:
- Kích thước (m): 00:36
- Trọng lượng rỗng (kg): 0,65 chưa có pin
- Pin: 2,6 Ah pin lithium
- Độ lâu (phút): 8-13 [5]